# Alex Lindman
Edvard Alexander ”Alex” Lindman, född 4 juni 1862 i Stockholm, död 28 februari 1939, var en svensk idrottsledare och idrottsjournalist. Han var kusin till Arvid Lindman. Alex Lindman var en av initiativtagarna till Stockholms Skridskoseglarklubb.